# جیم هولتون
 جیم هولتون (انگلیسی: Jim Holton؛ ۱۱ آوریل ۱۹۵۱ – ۴ اکتبر ۱۹۹۳) یک بازیکن فوتبال بود.